# Fune wo Amu
Fune wo Amu (舟を編む?), también conocida como Fune o Amu, The Great Passage y  El gran pasaje, es una novela ligera japonesa escrita por Shion Miura. 
Ha sido adaptada a una película dirigida por Yuya Ishii, y una serie de anime dirigida por Toshimasa Kuroyanagi.
Ha ganado el premio a la "Nueva Cara" en la categoría "Animación" en el 21º Festival de arte de Japón.

## Argumento
Kōhei Araki es un editor del Departamento de Diccionarios de la editorial Genbu Shobō. Al estar próximo a retirarse, decide buscar un nuevo miembro para el departamento. Masashi Nishioka encuentra a Majime Mitsuya, un vendedor de la editorial con muy poco éxito. Ambos ven en él el talento y potencial profesional que buscan. Juntos trabajarán para desarrollar el Daitokai, un diccionario japonés que compila mucho más que palabras y sus significados.

## Personajes
- Mitsuya Majime (馬締 光也?)
- Masashi Nishioka (西岡 正志?)
- Kaguya Hayashi (林 香具矢?)
- Kōhei Araki (荒木 公平?)
- Kaoru Sasaki (佐々木 薫?)
- Midori Kishibe (岸辺 みどり?)
- Remi Miyoshi (三好 麗美?)
- Tomosuke Matsumoto (松本 朋佑?)

## Contenido de la obra

### Novela ligera
Fue lanzada el 16 de septiembre de 2011 por la editorial Kōbunsha.

### Película
Una película de acción real fue estrenada en Japón el 13 de abril de 2013 bajo la dirección de Yuya Ishii, guion de Kensaku Watanabe, y la producción de Filmmakers Little More Co. La banda sonora corrió a cargo de Takashi Watanabe. Fue la película elegida para representar a Japón en la entrega de los Premios Oscar de 2014. Sin embargo, no logró estar entre las nominadas.

#### Reparto
| Actor           | Personaje          |
| --------------- | ------------------ |
| Ryuhei Matsuda  | Mitsuya Majime     |
| Joe Odagiri     | Masashi Nishioka   |
| Aoi Miyazaki    | Kaguya Hayashi     |
| Kaoru Kobayashi | Kōhei Araki        |
| Hiroko Isayama  | Kaoru Sasaki       |
| Haru Kuroki     | Midori Kishibe     |
| Chizuru Ikewaki | Remi Miyoshi       |
| Go Kato         | Tomosuke Matsumoto |
| Kaoru Yachigusa | Chie Matsumoto     |
| Misako Watanabe | Take Hayashi       |

### Anime
La serie de anime fue dirigida por Toshimasa Kuroyanagi y producida por el estudio Zexcs. Constó de 11 episodios, emitidos durante la temporada de otoño de 2016 en Japón en el bloque noitaminA de la cadena Fuji Television.

#### Equipo de producción
- Director: Toshimasa Kuroyanagi
- Música: Yoshihiro Ike
- Diseño de personajes: Haruko Kumota y Hiroyuki Aoyama
- Directora de Arte: Yuka Hirama
- Director de Sonido: Yukio Nagasaki
- Director de Fotografía: Takahiro Hondai
- Productores: Akitoshi Mori (Fuji TV) y Soichiro Umemoto
- Diseño de Color: Naoko Satou
- Edición: Daisuke Hiraki

#### Episodios
| #  | Título                         | Fecha de Emisión Japón   |
| -- | ------------------------------ | ------------------------ |
|    |                                |                          |
| 1  | «Bouyou» (茫洋)                | 13 de octubre de 2016    |
| 2  | «Houchaku» (逢着)              | 20 de octubre de 2016    |
| 3  | «Amor» «Koi» (恋)              | 27 de octubre de 2016    |
| 4  | «Progresivo» «Zenshin» (漸進)  | 3 de noviembre de 2016   |
| 5  | «Tayutau» (揺蕩う)             | 10 de noviembre de 2016  |
| 6  | «Resonancia» «Kyoushin» (共振) | 17 de noviembre de 2016  |
| 7  | «Confianza» «Shinrai» (信頼)   | 24 de noviembre de 2016  |
| 8  | «Amu» (編む)                   | 1.º de diciembre de 2016 |
| 9  | «Chishio» (血潮)               | 8 de diciembre de 2016   |
| 10 | «Orgullo» «Kyouji» (矜持)      | 15 de diciembre de 2016  |
| 11 | «Luz» «Akari» (灯)             | 22 de diciembre de 2016  |

#### Reparto
| Personaje           | Seiyū Original (Japón) |
| ------------------- | ---------------------- |
| Mitsuya Majime      | Takahiro Sakurai       |
| Masashi Nishioka    | Hiroshi Kamiya         |
| Kaguya Hayashi      | Maaya Sakamoto         |
| Kōhei Araki         | Tetsuo Kanao           |
| Kaoru Sasaki        | Yoshiko Sakakibara     |
| Midori Kishibe      | Yōko Hikasa            |
| Remi Miyoshi        | Chiwa Saitō            |
| Tomosuke Matsumoto  | Mugihito               |
| Chie Matsumoto      | Mari Yokoo             |
| Take Hayashi        | Ikuko Tani             |
| Oda-sensei          | Nobuo Tobita           |
| Shinichiro Miyamoto | Shintarō Asanuma       |

Además, Ai Maeda fue la narradora del episodio 4.

#### Banda sonora
- Opening: Shiokaze (潮風) por Taiiku Okazaki (岡崎体育).
- Ending: I & I por Leola.